# Hybomitra stenopselapha
Hybomitra stenopselapha är en tvåvingeart som först beskrevs av Olsufjev 1937.  Hybomitra stenopselapha ingår i släktet Hybomitra och familjen bromsar. Inga underarter finns listade i Catalogue of Life.